# کوتوله قهوه‌ای

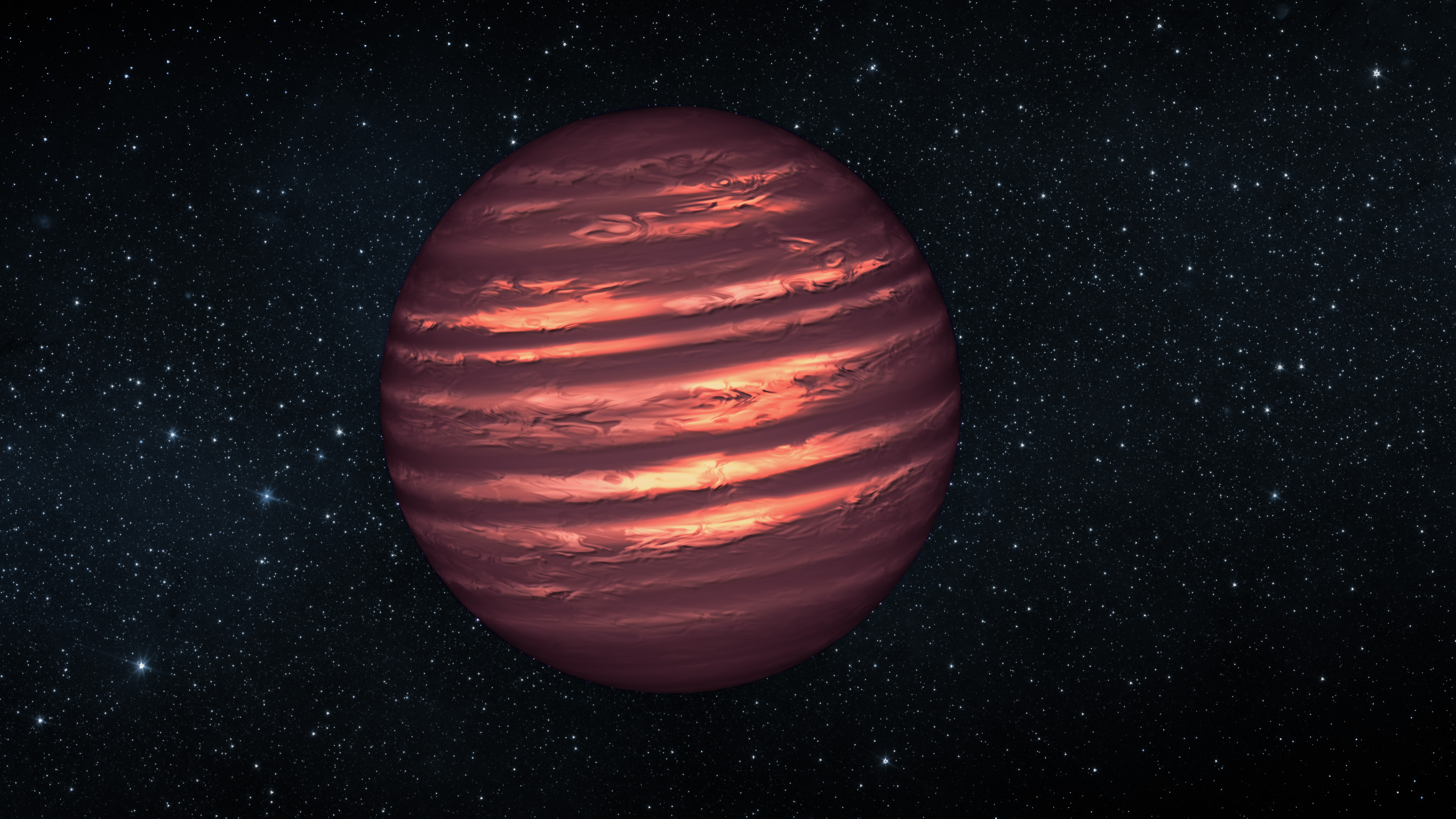
تصویر مفهومی یک هنرمند از یک کوتولهٔ قهوه‌ای

اجسامی که اکنون کوتولهٔ قهوه‌ای نامیده می‌شوند، توسط شیو اس کومار در دههٔ ۱۹۶۰ م. به صورت تئوری بیان شد و در ابتدا کوتوله‌های سیاه نامیده می‌شدند.
نخستین مشاهدهٔ بدون ابهام از یک کوتولهٔ قهوه‌ای در سال ۱۹۹۵، پس از بیش از ۳۰ سال پیش‌بینی نظری، رخ داد.
نام این اجسام توسط ستاره‌شناس آمریکایی جیل تارتر در رابطه با رنگ مورد انتظار آن‌ها ابداع شد.
کوتوله‌های قهوه‌ای ستارگان کوچکی هستند که هنگام تشکیل‌شدنِ مرکزشان، به اندازهٔ کافی داغ نمی‌شوند تا فرایند ذوب یا همجوشی هسته‌ای در آن‌ها به وجود آید. به عبارت دیگر آن‌ها به خورشیدهای نورانی و گرم تبدیل نمی‌شوند، بلکه بلافاصله پس از تشکیل سرد می‌شوند و نوری از خود نمی‌تابانند بگونه‌ای که به سختی دیده می‌شوند.
جرم‌هایی هستند کوچک‌تر از ستارگان و بزرگ‌تر از سیاره‌ها که به علت کم بودن جرمشان واکنش‌های هسته‌ای در آن‌ها انجام نشده و در نتیجه از خود نور ندارند و چون بسیار دورند دیده نمی‌شوند.
کوتوله‌های قهوه‌ای به سبب نیروی جاذبهٔ افزایش یابنده‌شان که در پی متراکم شدن دائمی آن‌ها پدید می‌آید و منتشرکنندهٔ نیرومند پرتو فروسرخ هستند که با ابزارهای جدید اندازه‌گیری می‌شود.
برخی از دانشمندان و ستاره‌شناسان این‌ها را همان جرم گمشده می‌دانند.
دسته‌ای از ستارگان غیرهسته‌ای وجود دارند که باید بین آن‌ها، کوتوله‌های سفید، سیاه و سرخ تفاوت قائل شویم.
این ستارگان کوتوله‌های قهوه‌ای هستند. این اشیاء در واقع مرگ ستاره‌ای از خود نشان نمی‌دهند و بیشتر
به سیارات غول‌آسا شبیه هستند تا به ستارگان.
آن‌ها حاصل فروریزش گرانشی و انقباض سحابی‌های پیش ستاره‌ای هستند ولی جرم آن‌ها برای
شروع واکنش‌های هسته‌ای در هسته‌شان کافی نیست.
تنها منبع انرژی یک کوتولهٔ قهوه‌ای انقباض گرانشی است. کوتوله‌های قهوه‌ای دمای پائینی دارند و
درخشندگی آن‌ها بسیار کم است، از این رو مشاهده آن‌ها مشکل است.
در سطح این ستارگان بادهای اتمسفری می‌وزد که چندان بی شباهت به بادهای کمربندی مشتری نیست.
یکی از اجسامی که می‌توانیم به عنوان کوتولهٔ قهوه‌ای از آن یاد کنیم ستاره‌ای است که همدم ستارهٔ نزدیک ما یعنی
وان بیس بروک ۸ می‌باشد که به روش تداخل سنجی نقطه‌ای مادون قرمز آشکارسازی شده‌است.
ویژگی‌های مربوط به این ستاره نشان می‌دهد که شبیه به یک سیاره برون خورشیدی مشتری‌گون است.
مشاهدات جدید تلسکوپ جیمز وب تأیید می‌کند که در یکی از دنیاهای بیگانه ابرهایی از جنس شن وجود دارد. این تلسکوپ گران‌قیمت توانسته ابرهای سیلیکاتی را در اتمسفر یک کوتوله قهوه ای تشخیص دهد. به گفته تیمی از اخترشناسان این اولین بار است که چنین موردی در یک جرم شبه سیاره‌ای در خارج از منظومه شمسی رویت می‌شود. تیم مربوطه گفتند که یافته‌های تلسکوپ جیمز وب کاملاً مطابق با طیف دریافتی از یک کوتوله قهوه ای است. این نتایج نه تنها می‌تواند به ما در درک هرچه بهتر این «ستاره‌های شکست‌خورده» کمک کنند، بلکه نشانه‌ای از توانایی‌های بالای جیمز وب نیز هستند. پیشتر تلسکوپ جیمز وب توانسته بود مستقیماً از یک سیاره فراخورشیدی عکس بگیرد؛ اما داستان در مورد کوتوله‌های قهوه ای کمی متفاوت است. آنها متوجه شدند که امواج دریافت شده به یک کوتوله قهوه ای به نام VHS 1256-1257 b تعلق دارد که در فاصله ۷۲ سال نوری از زمین قرار گرفته‌است. جرم این ستاره شکست خورده به حدود ۱۹ برابر جرم مشتری می‌رسد و نسبتاً جوان به حساب می‌آید. اتمسفر آن نیز به رنگ قرمز است. دانشمندان اولین بار در سال ۲۰۱۵ متوجه این کوتوله قهوه ای شده بودند و در آن زمان فکر می‌کردند که رنگ قرمز اتمسفر به ابرهای کوتوله مربوط باشد. به همین خاطر تیم مربوطه طیف مادون قرمز دریافتی را بررسی کرد تا به ترکیب کوتوله قهوه ای پی ببرد. عناصر مختلف نور را جذب و سپس با طول موج دیگری منتشر می‌کنند؛ بنابراین از این روش می‌توان برای شناسایی آنها استفاده کرد. در واقع دانشمندان در طیف دریافتی به دنبال بخش‌های تاریک‌تر یا روشن‌تر می‌گردند. ترکیب اتمسفر VHS 1256-1257 b نیز شباهت زیادی به دیگر کوتوله‌های قهوه ای بررسی شده داشت، اما با این تفاوت که طول موج‌ها خیلی واضح‌تر بودند. بر اساس مقایسه با طیف کوتوله‌های قهوه ای، شفافیت مولکولی و مدل‌های اتمسفری مشخص شد که در بخش‌هایی از طیف دریافت شده از تلسکوپ جیمز وب آب، متان، کربن مونوکسید، کربن دی‌اکسید، سدیم و پتاسیم وجود دارند. آنها همان‌طور که انتظار داشتند ابرهایی از ذرات سیلیکات را نیز در یک لایه ضخیم ابر پیدا کردند. اندازه دانه‌های تشکیل دهنده این ابرها کمتر از یک میکرون است و گفته می‌شود که احتمالاً از موادی همچون الیوین، کوارتز و انستاتیت باشند. یافته جدید تلسکوپ جیمز وب تأیید می‌کند که ممکن است کوتوله‌های قهوه ای توسط ابرهایی از سیلیکات احاطه شده باشند و به همین خاطر روشنایی آنها متغیر جلوه کند.

## شرایط به وجود آمدن کوتولهٔ قهوه‌ای
این ستارگان در اطراف زمین وجود ندارند. اگر روزی (به دلایل نامعلوم و غیرواقعی) مشتری و زحل به هم دیگر برخورد کنند باعث می‌شود دما و جرم این دو سیارهٔ غول‌پیکر بسیار زیاد شود به حدی که جرم بتواند همجوشی هسته‌ای کند و بتواند به بیش از ۰٫۰۷۵ جرم خورشید برسد در این زمان ستاره‌ای کوچک کم‌نور با قدر ظاهری زیاد ایجاد می‌شود که به یک کوتولهٔ قرمز یا سفید می‌تواند تبدیل گردد. در این مورد ستارهٔ کوتوله قهوه‌ای به وجود نمی‌آید.
اگر جرمی فضایی دارای گاز هیدروژن باشد و به اندازهٔ کافی جرم داشته باشد به یک ستارهٔ واقعی تبدیل می‌شود. ولی حالا اگر جرم آن کمتر از هفتاد و پنج برابر جرم مشتری یا ۰٫۰۷۵ جرم خورشید باشد به یک کوتولهٔ قهوه‌ای تبدیل می‌شود.

## دمای کوتولهٔ قهوه‌ای
دمای هستهٔ یک کوتولهٔ قهوه‌ای باید کمتر از ۳ میلیون درجه باشد تا بتواند پایدار بماند. در این شرایط دمای سطح به ۱۰۰۰ درجه می‌رسد.